# Rafael Cansinos Assens
Rafael Cansinos Assens (Sevilla, 24 de noviembre de 1882-Madrid, 6 de julio de 1964) fue un escritor, poeta, novelista, ensayista, crítico literario, hebraísta y traductor español. Adscrito genéricamente a la literatura modernista, desempeñó un papel reseñable como mentor del movimiento ultraísta. 
Reconocido en su tiempo por su obra literaria, en el campo del ensayo y la narrativa, su dominio de varios idiomas le permitió ser un destacado traductor. Tradujo al español Las mil y una noches, partes del Talmud, el Corán, así como obras de Dostoievski, Goethe, Balzac y Andréiev.

## Biografía
Nació en Sevilla en 1882 y con quince años, en 1898, fallecido su padre, se trasladó con su familia a Madrid, ciudad que ya nunca abandonó, con su familia, muy modesta y de recursos económicos escasos.
Su educación fue profundamente cristiana de la mano de su madre, ferviente católica, y de las de sus dos hermanas mayores, que llegaron a ser novicias. La rama paterna, «Cansino», incluye a la actriz Rita Hayworth. "La familia de mi abuelo no tenía muy buen concepto de la del padre de Margarita [Carmen Cansino], por ser gente de la farándula."
Por su apellido, Cansinos, era consciente a mediados del siglo XIX de su herencia conversa, lo que llevó a un jovencísimo Rafael a investigar el origen de su apellido, encontrando evidencias de un pasado familiar marcado por la expulsión de los españoles de religión judía en 1492 y que dividió a las familias sefarditas. Fue a partir de este momento cuando comenzó en él el proceso de asimilación al judaísmo, que ya le acompañó, con no pocos contratiempos, hasta el último minuto de su existencia.
Su primer cuento apareció en la revista literaria El Arte hacia 1898 y también colaboró en Vida Nueva, revista de la generación del 98 dirigida por el gaditano Dionisio Pérez Gutiérrez, y en el periódico El País. Un pariente le hizo conocer a los redactores de El Motín, pero José Nakens y sus amigos eran antimodernistas, y Cansinos se sentía ya perteneciente a la nueva sensibilidad. Hacia 1901, Pedro González-Blanco le puso en contacto con el modernismo, que le cautivó, y conoció a Francisco Villaespesa; con él y otros jóvenes innovadores paseó por las calles madrileñas y recaló en ciertas tertulias. Colaboró en Helios (1903), Revista Latina y Renacimiento (1907). En esos años de comienzo del nuevo siglo participó activamente con el senador Ángel Pulido Fernández en una campaña filosefardí que tuvo por finalidad recuperar la memoria judía española. Escribió salmos y frecuentó el Colonial y otros cafés de tertulia. Se hizo periodista y fue relacionándose con el citado Villaespesa, Juan Ramón Jiménez, Emilio Carrere, Felipe Trigo, Rubén Darío, Rafael Lasso de la Vega, Gregorio Martínez Sierra, Carmen de Burgos, Ramón Gómez de la Serna, Antonio Machado y Manuel Machado, entre otros.
De 1905 es el manuscrito Memorias incompletas, compuesto por 172 hojas y que contiene una importante obra de juventud del escritor. En 2014 la Fundación-Archivo Rafael Cansinos Assens denunció su pérdida.
Publicó su primera obra, El candelabro de los siete brazos (salmos), en 1914, modernista, pero publicó tardíamente, cuando ya esta estética empezaba a periclitar. Por entonces lideró la tertulia del café Colonial, donde compartió la línea creacionista de Vicente Huidobro, y con otro grupo de vanguardistas fundaron el ultraísmo, cuyo manifiesto se publióa en 1919 a través de las revistas Cervantes y Grecia (que dirigía Isaac del Vando-Villar con Adriano del Valle como redactor-jefe), y cuyos objetivos se sintetizaron en Ultra, publicada entre enero de 1921 y febrero de 1922. En 1919 abandonó el periodismo para dedicarse por completo a la literatura, dirigió la revista Cervantes y colaboró en Grecia, Ultra y Tableros, compartiendo sus actividades con el grupo de vanguardistas compuesto por Guillermo de Torre, Adriano del Valle y Xavier Bóveda, entre otros (y entre ellos un joven Jorge Luis Borges). Al mismo tiempo mantuvo una relación muy estrecha con la incipiente comunidad judía de Madrid, que en aquel entonces giraba en torno a la figura de Max Nordau. Su obra de aquellos años, excepto algunos textos que firmó con el seudónimo de «Juan Las», no tiene sin embargo nada de vanguardista, sino que hunde sus raíces en textos bíblicos. En 1919 puso por vez primera en español, traduciendo del inglés y francés, una antología talmúdica con el título de Bellezas del Talmud. Su prestigio como traductor fue en aumento basado en sus versiones de obras de Juliano el Apóstata, Iván Turguéniev, León Tolstói, Máximo Gorki y Max Nordau. En 1921, en El movimiento V. P., hizo un retrato irónico de los protagonistas de las vanguardias españolas, y en especial de la disolución del ultraísmo.
Fue un ácido crítico literario en La Correspondencia de España y en La Libertad, periódico este de tendencia republicana en que entra en 1925 y en que escribió hasta la Guerra Civil. Publicó también ensayos de crítica literaria como Poetas y prosistas del novecientos (1919), Los temas literarios y su interpretación (1924) y los cuatro tomos de La nueva literatura (1917-1927).
Durante la guerra civil española redacta unos Diarios principalmente en inglés, pero también en francés, alemán y árabe aljamiado, lo que hacía para practicar las lenguas que conocía; de idéntica manera están escritos los diarios a partir de los que redactó la Novela de un literato, que alcanzan hasta el principio de la contienda; los Diarios siguen todavía inéditos. Después de la Guerra Civil, en la que había tomado partido por los derrotados, fue depurado por el régimen de Franco y privado del carné de prensa bajo la única acusación de ser judío, e inicia un largo exilio interior, dedicándose casi por entero a traducir para la Editorial Aguilar. De su firma irán apareciendo la obra completa de autores como Dostoievski, Schiller, Goethe, Balzac o Andréyev. 
Todas estas obras las acompañaba de amplias biografías y estudios. Especial importancia tuvo también la primera traducción directa —y completa— del árabe al español de Las mil y una noches, en tres tomos en papel biblia, con una monumental monografía introductoria. De la década de 1950 es Mahoma y el Korán, biografía crítica y estudio y versión de su mensaje, publicado en una editorial bonaerense minoritaria, que acompaña de la traducción del Corán, nuevamente por primera vez en español en versión directa, literal e íntegra, y que fue publicada repetidamente hasta los años 60 por Aguilar en Madrid; ambos títulos los difunde actualmente su Fundación. También se debe reseñar en su haber una Antología de poetas persas. Desaparecida la comunidad judía española después de la Guerra Civil, su relación con el judaísmo y sus publicaciones se canalizan a través de la Hebraica de Buenos Aires y de su íntimo amigo César Tiempo. En esos años también escribe un ensayo sobre el antisemitismo (Soñadores del galut, conservado en la Biblioteca Nacional Argentina) y La novela de un literato (1982-1995), que forma parte de una colección de diarios y memorias que todavía permanecen inéditos, conservada en la Fundación-Archivo Rafael Cansinos Assens (ARCA). En 2002 la fundación editó su novela póstuma Bohemia, mientras que otra serie de obras fue reeditada en el año 2006. En 2010 entró en el patronato de la Fundación el Ayuntamiento de Sevilla.
La vida que llevó en el Madrid de posguerra fue fundamentalmente nocturna, ya que dormía hasta bien entrada la mañana, cuando empezaba a trabajar; fallecida en 1946 su compañera sentimental, Josefina Megías Casado, y su hermana Pilar en 1949, con la que había convivido toda su existencia, en 1950 entró a trabajar en su domicilio de Menéndez Pelayo Braulia Galán, que se convertiría años después en su esposa, cuidándole hasta el fin de sus días. En 1958 tuvo un hijo, Rafael Manuel, quien está al frente de la Fundación que lleva el nombre del escritor. Gracias a su viuda se conservó el archivo literario del escritor, formado por más de sesenta mil documentos y una de las piezas más importantes, si no la que más, de la llamada Edad de Plata de las letras españolas. Su biblioteca, cuya donación fue despreciada por instituciones franquistas, se conserva, junto con la de Juan Ramón Jiménez, en la Sala Zenobia-Juan Ramón Jiménez de la Universidad de Puerto Rico. 
Poco antes de morir finalizó la traducción de las Obras completas de Balzac. Fue correspondiente de la Academia Sevillana de Buenas Letras y de la Goethiana de São Paulo (Brasil); en 1925 la Real Academia Española le concedió el premio «Chirel» y al año siguiente fue distinguido con las Palmas Académicas francesas.
Una calle de Sevilla lleva su nombre.

## Sus traducciones
La labor traductora de Cansinos Assens fue extensa y muy variada, y se remonta a los inicios de su carrera literaria. Desde 1914, traduce para las editoriales América, Renacimiento, Calleja, Fe, Mundo Latino, Hernando o La España Moderna distintas obras de Max Nordau, Alexandre Dumas (hijo), una antología del Talmud, Gorki, Pirandello, Maquiavelo, Claudio Flavio, Lombroso y Emerson, entre otros. La versión de La Atlántida de Pierre Benoît, en la década de 1930, es su primera colaboración con el editor Manuel Aguilar, para cuya editorial, como ya se ha citado más arriba, traduce en versiones directas, cotejadas con versiones en otras lenguas, las obras completas de Goethe, Dostoievski y Balzac, así como obras escogidas de Schiller, Turguénev y Andréyev. Realiza también para este editor las primeras versiones directas, también cotejadas con las principales ediciones extranjeras del momento, de Las mil y una noches o el Corán. Todas son ediciones precedidas de extensos prólogos en los que lleva a cabo un minucioso estudio de la vida de los autores y de los textos, además de trazar la historia de su traducción al español. Cansinos Assens, consciente de las limitaciones que toda traducción tiene, fue un traductor preocupado por la literalidad de los textos, buscando siempre vocabulario y expresiones en castellano que se ajustaran al tiempo vivido por el autor para una mayor verosimilitud literaria. Sus traducciones siguen circulando hoy en día al tiempo que son revisadas por su Fundación.
Fue un gran políglota, algo muy inusual en España, pues hablaba inglés, francés y alemán y además de esas lenguas traducía del ruso y árabe; también tenía conocimientos del hebreo, el latín y el griego clásico. Ha sido descrito como el único escritor español verdaderamente extraterritorial.

## Andalucía en su literatura
Rafael Cansinos Assens es uno de los autores andaluces en los que la añoranza de su tierra natal y de Andalucía dejó amplísimo y profundo surco en su obra. Aunque abandonó Sevilla con quince años, en 1898, y se instaló de forma definitiva en Madrid, pocos escritores extrañados de su tierra le han dedicado tanta atención y obra al lugar de su natalicio, infancia y juventud. Cansinos Assens, miembro correspondiente desde 1915 de la Academia Sevillana de Buenas Letras, es autor de novelas como En la tierra florida o La santa niña catalina, que transcurren en Sevilla, u otras, como Los sobrinos del diablo y Las luminarias de Janucá, donde la evocación andaluza es permanente. En novelas cortas como El manto de la Virgen, El hechizo del Sur lejano, La casa de las cuatro esquinas, y en numerosos cuentos, poemas y artículos, lo andaluz y sus gentes son protagonistas. En sus memorias, La novela de un literato, hay más de cien referencias a Sevilla, y, entre sus inéditos, quedan por difundir novelas autobiográficas con títulos tan sugerentes como Los escolapios, Desencanto y Childhood, en las que se hace referencia a la Sevilla de finales del siglo XIX. Como no podía ser menos, buena parte de su obra crítica presta especial atención a los autores del sur de España o escribe libros completos como Sevilla en la literatura: Las novelas sevillanas de José Más, o La copla andaluza.

## Obras

### Poesía y prosa poética
- El candelabro de los siete brazos (psalmos) (1914).

### Ensayos
- Estética y erotismo de la pena de muerte  (1916).
- Poetas y prosistas del novecientos (España y América) (1918).
- El divino fracaso (1918).
- España y los judíos españoles (1920).
- Salomé en la literatura (1920).
- Ética y estética de los sexos (1921).
- La nueva literatura (1917–1927), cuatro vols.
- Los temas literarios y su interpretación (1924).
- Los valores eróticos en las religiones: De Eros a Cristo (1925).
- Los valores eróticos en las religiones: el amor en el Cantar de los Cantares (1930).
- Evolución de los temas literarios (la copla andaluza. Toledo en la novela. Las novelas de la torería. El mito de don Juan) (1936).
- Los judíos en la literatura española (1937).
- Mahoma y el Korán (1954, reeditada por Arca Ediciones, 2006).
- Los judíos en Sefarad (1950; reeditada en Madrid, Hebraica-Arca, 2006).
- Obra crítica. Introducción de Alberto González Troyano. Sevilla, Biblioteca de Autores Sevillanos. Diputación de Sevilla, 2 vols. (1998).

### Narrativa
- El pobre Baby (1914, reeditada por Arca Ediciones en 2022)
- La encantadora (1916).
- El eterno milagro (1918).
- La madona del carrusel (1920).
- En la tierra florida (1920).
- El movimiento V.P. (1921, reeditada por Arca Ediciones en 2009).
- La huelga de los poetas (1921, reeditada por Arca Ediciones en 2010).
- La novia escamoteada (1921)
- Las pupilas muertas (1921)
- La dorada (1921)
- La leyenda de Sophy (1922, reeditada por Arca Ediciones en 2021).
- El último trofeo (1922)
- La amada fúnebre (1922)
- El pecado pretérito (1923)
- El gran borracho (1923)
- Alma carne (1923)
- Ancilla domini (1923)
- La señorita Perséfone (1923).
- La prenda del amor (1924).
- Cristo en la morería (1924).
- Las luminarias de Hanukah (1924). Nueva edición: Las luminarias de Janucá. Un episodio de la historia de Israel en España (Madrid, Arca, 2011).
- La casa de las cuatro esquinas (1926).
- Bohemia (póstuma, 2002).

### Memorias y diarios
- La novela de un literato: hombres, ideas, efemérides, anécdotas (Editada en tres volúmenes: 1982 —vols. I y II—, 1996 —vol. III— por Alianza Editorial. Nueva edición completa de los tres volúmenes por Alianza Editorial en 2005. Reeditada en un solo volumen por Arca Ediciones, 2022).
- Diarios de la Guerra Civil (inéditos, redactados en inglés, francés, alemán y árabe aljamiado).[cita requerida]
- Diario de posguerra en Madrid, 1943 (Arca Ediciones, 2023).[5]

### Antologías
- Antología de poetas persas (Arca Ediciones, 2006).
- Bellezas del Talmud (1919, reeditada por Arca Ediciones, 2006).